# Рубіжанський хімічний комбінат
Рубіжа́нський хімі́чний комбіна́т — підприємство хімічної промисловості, розташоване у місті Рубіжне Луганської області.

## Історія
Засноване 1915 року товариством «Русско-Краска» за бельгійський капітал. У 1918—1923 не працювало, 1931 перетворене на комбінат; 1940 виробляв барвники 14 марок, у тому числі 9 кубових (органічні барвники, нерозчинні в воді).
У 1941—1943 роках Рубіжанський хімічний комбінат був частково евакуйований на схід, частково — знищений німцями; відбудову закінчено 1950, разом з цим Рубіжанський хімічний комбінат ґрунтовно реконструйовано і споруджено нові цехи.
У 1971 році тут діяло 54 цехи і вироблялося понад 400 видів продукції, у тому числі синтетичні барвники (серед них кубові, які давали 99 % продукції СРСР), важливі продукти для виробництва барвників, напівпродукти для виготовлення пластмас, допоміжні речовини для текстильної промисловості, отрутохімікати, хімічні реактиви, вироби побутової хімія, а також великі тоннажі карбамідних смол, фтолевого ангідриту, беганафталю, амінів тощо.
На сьогодні підприємство має назву ТОВ «Рубіжанський барвник» та виробляє препарат ДНОК та змочувач НБ.